# Margarethe Krupp
Margarethe Krupp, född 15 mars 1854 i Breslau, död 24 februari 1931 i Essen, var hustru till entreprenören Friedrich Alfred Krupp (1854–1902). Hon var medlem i företagsstyrningen och skapade en stiftelse och var också en av drivkrafterna bakom anläggandet av stadsdelen Margarethenhöhe.